# Ґжибно (Дравський повіт)
Ґжибно (пол. Grzybno, нім. Charlottenhof) — село в Польщі, у гміні Островіце Дравського повіту Західнопоморського воєводства.
У 1975—1998 роках село належало до Кошалінського воєводства.